# セクンディノ・スアレス・バスケス
クンディ（Cundi）ことセクンディノ・スアレス・バスケス（Secundino Suárez Vázquez、1995年4月13日 - ）は、スペイン・アストゥリアス州ソトロンディオ出身の元同国代表サッカー選手。ポジションはDF。

## 経歴
アストゥリアス州のソトロンディオに生まれ、1975年にスポルティング・デ・ヒホンにてプロデビューを果たした。1976-77シーズンに兵役の一環としてUDポブレンセへとレンタル移籍したシーズン以外は現役を引退するまでスポルティング・ヒホン一筋でキャリアを全うし、同クラブで公式戦400試合以上に出場した。また、紳士的な選手として知られ、選手生涯を通じて一度たりともレッドカードを貰わなかった。
1978年10月4日、UEFA欧州選手権1980予選のユーゴスラビア代表戦にてスペイン代表デビューを果たした。1980年には、スペイン代表としてUEFA欧州選手権1980に参加した。

## 人物
息子のルベン・スアレスも同じくサッカー選手であり、父親と同じくスポルティング・デ・ヒホンでプロデビューを果たした。しかし、父親ほどの成績を残すことはできず、ラ・リーガ通算61試合の出場にとどまった。